# Velle-le-Châtel
Velle-le-Châtel település Franciaországban, Haute-Saône megyében. Lakosainak száma 127 fő (2022. január 1.). Velle-le-Châtel Mont-le-Vernois, Andelarrot, Baignes, Boursières, Clans és Velleguindry-et-Levrecey községekkel határos.

## Népesség
A település népessége az elmúlt években az alábbi módon változott:
| Lakosok száma | 139  | 148  | 141  | 139  | 132  | 132  | 132  | 132  | 129  | 127  |
|               | 2010 | 2013 | 2015 | 2016 | 2017 | 2018 | 2019 | 2020 | 2021 | 2022 |